# Нестерово (Приморский район)
Нестерово — деревня в Приморском районе Архангельской области. Входит в состав Лисестровского сельского поселения (муниципальное образование «Лисестровское»).

## Географическое положение
Деревня расположена в пригороде города Архангельск, к северу от микрорайона Дамба городского округа «Город Архангельск». На западе деревня соседствует с другим населённым пунктом Лисестровского сельского поселения, деревней Мелехово.

## Население
Численность населения деревни, по данным Всероссийской переписи населения 2010 года, составляла 10 человек. 
| Население                            | на 1 января 2010 года |
| ------------------------------------ | --------------------- |
| В возрасте до 16 лет                 | 1                     |
| Трудовые ресурсы (из них работающих) | 7 (7)                 |
| Пенсионеры                           | 4                     |
| Всего                                | 12                    |
| Прибыло / выбыло (за год)            | 0 / 0                 |
| Родилось / умерло (за год)           | 0 / 1                 |

## Инфраструктура
Жилищный фонд деревни составляет 0,48 тыс. м². Объекты социальной сферы и стационарного торгового обслуживания населения на территории населённого пункта отсутствуют.